# Tritonia squalida
Tritonia squalida là một loài thực vật có hoa trong họ Diên vĩ. Loài này được (Aiton) Ker Gawl. miêu tả khoa học đầu tiên năm 1802.